# Umowa majątkowa małżeńska
Umowa majątkowa małżeńska, dawniej intercyza (łac. intercisio 'rozcięcie') – umowa zawierana pomiędzy małżonkami lub osobami zamierzającymi wstąpić w związek małżeński (nupturientami), prowadząca do wprowadzenia odmiennego aniżeli ustawowy majątkowego ustroju małżeńskiego.
Jej zasady regulują Rozdziały II (Umowne ustroje majątkowe) i III (Przymusowy ustrój majątkowy) Działu III (Małżeńskie ustroje majątkowe) Tytułu I (Małżeństwo) ustawy Kodeks rodzinny i opiekuńczy – art. 47–54. Ustawowy majątkowy ustrój małżeński zdefiniowany jest w Tytule I Dziale III Rozdziale I Ustawowy ustrój majątkowy (art. 31–46) KRiO. Umowa majątkowa małżeńska spisywana jest w formie aktu notarialnego przez notariusza przed lub po zawarciu małżeństwa. W interesie małżonka leży poinformowanie wierzycieli o fakcie zawarcia umowy oraz jej rodzaju, zgodnie bowiem z art. 471 ustawy małżonek może powoływać się względem innych osób na umowę majątkową małżeńską, gdy jej zawarcie oraz rodzaj były tym osobom wiadome. Ważną okolicznością umowy jest termin jej podpisania, ponieważ nie może ona mieć mocy wstecznej. W konsekwencji sporządzenie intercyzy nie wyklucza wspólnej odpowiedzialności małżonków za zobowiązania powstałe przed dniem jej podpisania.
Rodzaje intercyzy:
- umowa wyłączająca wspólność majątkową (wprowadzająca rozdzielność majątkową albo rozdzielność z wyrównaniem dorobków) - w przypadku ustalenia przez małżonków decyzji o wprowadzeniu rozdzielności majątkowej mogą oni zabiegać o podpisanie odpowiedniej umowy w formie aktu notarialnego w kancelarii notariusza.
- umowa rozszerzająca wspólność majątkową - umowa ta polega na tym, że do majątku wspólnego małżonków zalicza się składniki majątkowe, które przy braku umownych postanowień weszłyby zgodnie z postanowieniami do majątków osobistych małżonków,
- umowa ograniczająca wspólność majątkową -  Małżonkowie mogą wyłączyć z majątku wspólnego określone rodzajowo składniki majątku, które weszłyby do majątku wspólnego. Ograniczenie to nie może naruszać postanowień art. 353¹ Kodeksu cywilnego.
- umowa przywracająca wspólność ustawową.

## Dane osobowe potrzebne do sporządzenia umowy majątkowej
- nazwisko
- imię ojca oraz imię matki
- PESEL
- stan cywilny (panna/kawaler, zamężna/żonaty, rozwiedziona/rozwiedziony, wdowa/wdowiec)
- adres zamieszkania
- adres do doręczeń jeżeli jest inny aniżeli adres zamieszkania
- rodzaj dokumentu tożsamości (dowód osobisty, paszport, karta pobytu, inne), jego numer i termin ważności
- obywatelstwo

## Dokumenty potrzebne do sporządzenia umowy majątkowej
- dla osób fizycznych: dokument tożsamości
- skrócony odpis aktu małżeństwa, jeżeli umowa jest zawierana po zawarciu związku małżeńskiego[3]